# 글리제 179 b
글리제 179 b(Gliese 179 b) 또는 HIP 22627 b는 적색 왜성 글리제 179를 도는 외계 행성으로 지구로부터 오리온자리 방향으로 약 40 광년 떨어져 있다. 이 행성의 최소 질량은 목성의 82 퍼센트 정도이며 항성으로부터 2.41 AU 떨어져 돌고 있다. 궤도이심률은 명왕성보다 약간 작은 정도로, 항성에 가까워질 때는 1.90, 멀어질 때는 2.92 천문 단위로 거리가 변한다. 2009년 11월 13일 켁 천문대에서 분광사진기를 사용, 시선속도법을 응용하여 발견했다.

## 같이 보기
다음 목록은 2009년 11월 13일 켁 천문대에서 동시에 발견한 외계 행성들이다.
- HD 34445 b
- HD 126614 Ab
- HD 24496 Ab
- HD 13931 b
- 처녀자리 QS b

적색 왜성을 도는 가스 행성들 중 관련된 천체들은 다음과 같다.
- HIP 79431 b
- 글리제 849 b
- 글리제 876 b
- 글리제 876 c
- 글리제 317 b
- 글리제 832 b

좌표:  04h 52m 05.7273s, +06° 28′ 35.542″